# Амьен 1886 (шашечный турнир)

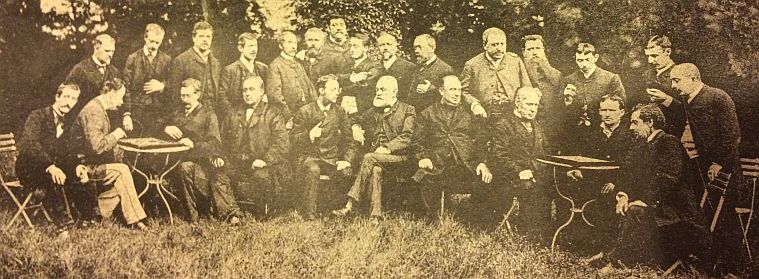
15 августа 1886 года. Участники 2-го международного турнира по шашкам в Амьене.

Амьен 1886 — второй международный турнир по шашкам на стоклеточной доске. Как и первый, был проведён в Амьене (Франция). Соревнование проходило с 15 по 19 августа 1886 года. В турнире приняли участие 24 игрока, из которых 18 представляли Францию, пять — Нидерланды и один — Бельгию. Играли в два круга, что превратило турнир в тяжёлое испытание для участников. Первое место занял Анатоль Дюссо (Франция), повторив свой успех годичной давности и упрочив славу лучшего игрока того времени. Второе место место также занял представитель Франции Луи Бартелинг, а третье — нидерландский шашист Клас де Гер. Турнир иногда признают неофициальным чемпионатом мира. В партии Дюссо — де Гер была применена интересная жертва двух шашек, получившая затем наименование «жертва Дюссо».